# Thumelicus
Thumelicus (né vers 15 apr. J.-C. ; mort avant 47 apr. J.-C.) était le fils du chef des Chérusques Arminius et de Thusnelda, fille de Ségeste, un chef tribal pro-romain.
Alors que Thusnelda, enceinte, se trouvait, a priori contrainte, dans la forteresse de son père, Arminius assiégea le lieu vers 15 apr. J.-C. L’intervention du général romain Germanicus permit de briser le siège en soutenant Segeste, allié de Rome, qui livra alors Thusnelda aux Romains. Cet acte visait également à renforcer sa position auprès de l’Empire romain. Deux ans plus tard, en 17 apr. J.-C., elle fut présentée à Rome lors du triomphe célébrant les victoires de Germanicus, accompagnée de son fils Thumelicus, alors tout jeune enfant. Toutefois, malgré cette mise en scène grandiose, Strabon et Tacite soulignèrent que cette victoire était incomplète, car Arminius restait libre et la guerre contre les Chérusques continuait,.
Après ce triomphe, et contrairement aux pratiques courantes, Thusnelda et Thumelicus ne furent pas exécutés. Selon Tacite, ils furent exilés à Ravenne, où Thumelicus passa son enfance. Tacite mentionne brièvement l’enfant en promettant de raconter son destin “au moment opportun”, mais aucun récit supplémentaire ne figure dans les copies existantes des Annales. Un autre passage cite une rencontre entre Flavus et Arminius mentionnant leur sort, indiquant que "ni la femme ni le fils d’Arminius n’aient été traités comme des ennemis". Il est supposé que Thumelicus aurait pu mourir vers 30 ou 31 apr. J.-C., à l’âge de 15 ou 16 ans, possiblement lors d’un combat de gladiateurs, une hypothèse liée à la présence d’une célèbre école de gladiateurs à Ravenne et à une nouvelle mention par Tacite dans ses Annales : "je dirai plus tard quelles vicissitudes tourmentèrent la destinée de cet enfant". Cependant, son sort reste incertain.
Lorsque Italicus, cousin de Thumelicus, devient roi des Chérusques en 47 apr. J.-C., aucun prétendant issu de la lignée directe d’Arminius n'est mentionné, ce qui laisse supposer que Thumelicus était déjà mort. Son nom, d’origine germanique, pourrait signifier “le petit pouce” ou “le gamin”, mais d’autres hypothèses, comme une origine grecque liée au mot thymelikos (acteur ou amuseur), ont également été avancées. Thymelikos était un nom courant pour désigner des amuseurs publics à Rome, ce qui pourrait suggérer une référence ironique ou péjorative. Le destin de Thumelicus demeure un mystère, mais son histoire illustre les tensions et tragédies familiales au cœur des conflits entre Rome et les tribus germaniques.